# Antonio Tiberi
Antonio Tiberi (Roma, Itália; 24 de junho de 2001) é um ciclista profissional italiano. Actualmente corre para a equipa de seu país de categoria amador o Team Franco Ballerini Primigi Store.
Desde o ano 2020 correrá na equipa italiano de categoria Continental o Team Colpack.

## Trajectória
No ano 2019 consagra-se campeão mundial da Contrarrelógio masculina junior nos campeonatos mundiais de Ciclismo em Yorkshire 2019.

## Palmarés
2019
- Campeonato Mundial Contrarrelógio Júnior

## Equipas
- Team Franco Ballerini Primigi Store (2018-2019)
- Team Colpack (2020)